# Черновицкий художественный музей
Черновицкий областной художественный музей (укр. Чернівецький обласний художній музей) — художественный музей, расположенный в Черновцах. Музей был основан в 1988 году и хранит коллекцию из более чем 12 тысяч экспонатов, уделяя особое внимание искусству исторического региона Буковина. Музей расположен в бывшем здании банка, памятнике архитектуры национального значения в стиле модерн.

## История
Черновицкий художественный музей был создан в 1988 году на базе художественного отдела Черновицкого краеведческого музея. Коллекция, датируемая десятилетиями после основания музея в 1863 году, легла в основу коллекции вновь созданного учреждения. Новый художественный музей открылся в 1988 году в тогда недействующем Свято-Духовом соборе .
В 1990 году, после повторного открытия Свято-Духова собора, экспонаты Художественного музея были размещены в здании бывшей гостиницы Обкома КПСС. 
В 1991 году музей переехал в здание исторической Буковинской сберегательной кассы, расположенной на центральной площади города. В дальнейшем коллекция пополнялась и расширялась за счет трансфертов, координируемых Дирекцией художественных выставок Министерства культуры Украины, а также благотворительных пожертвований музею от отдельных художников и меценатов.
В 1996 году после существенной реставрации была открыта постоянная экспозиция, в которой представлены региональные декоративные и религиозные произведения искусства, культурные артефакты Буковины XVII-XX ст. Масштабная реставрация внутренних витражей была проведена в 2011 году.
В 2013 году открылся раздел, посвященный изобразительному искусству середины XX — начала XXI века.

## Коллекция
Коллекция насчитывает около 12 000 экспонатов основного, научного и вспомогательного фондов. Основу музейного собрания составляет буковинское искусство XVII–XX ст, в том числе экспозиции бытовых и стеклянных икон и художников XVIII–XIX ст, среди которых немецкий живописец Эдуард фон Грюцнер, Эпаминонд Бучевски и польский иллюстратор и краевед Августа Кохановская. Коллекция иконописи XVII–XX ст. включает буковинские бытовые образы, иконы на стекле, ценные произведения народной и профессиональной иконописи. 
В 1990-х годах, после серии этнографических экспедиций по Черновицкой области, в музей поступила коллекция религиозных знамен, которые сейчас экспонируются в составе экспозиции «Архангел Михаил».